# Астрагал гостроплодий
Астрага́л гостропло́дий (Astragalus oxyglottis) — вид трав'янистих рослин з родини бобових (Fabaceae).

## Опис
Однорічна притиснуто- або півпритиснуто-волосиста рослина заввишки 3–25 см, висхідна або прямостійна. Стебла часто з віком стають голими. Листки 2–9 см; листочків 4–8 пар, від клиноподібно-довгастих до еліптичних, 3–10 × 1.5–5 мм. Період цвітіння: квітень — червень. Суцвіття головчасті, щільні, 4–8-квіткові. Чашечка дзвонова, 2–2.5 мм, біло і чорно волохата. Віночок білувато-рожевий, білуватий або від синюватого до фіолетового. Пелюстки 5–6 × 2.5–3 мм. Боби 7–15 × 2–4 мм скупчені, ланцетно-довгасті, злегка дугоподібно вигнуті, в поперечному перерізі майже 4-гранні, голі або злегка притиснуто запушені.

## Поширення
Поширений у Європі (Іспанія, Крим, Росія), у Західній і Центральній Азії від Туреччини до Сіньцзяну. Населяє піщані, кам'янисті та засолені ґрунти, гіпс, степи, напівпустелі, поля.
В Україні вид зростає на сухих кам'янистих схилах — у Криму.